# Valtellina
Valtellina (lombardsky Valtulina, německy Veltlin, rétorománsky Vuclina) je údolí v Lombardii na severu Itálie, u hranic se Švýcarskem, o rozloze 3212 km², jehož osu tvoří řeka Adda. Nejdůležitějšími sídly jsou Sondrio, Chiavenna a Bormio. Hlavním zdrojem příjmů v oblasti je turistika, jsou zde významná lyžařská střediska, dále výroba sýrů (proslulý Bitto) a vinařství. V oblasti bylo vyšlechtěno veltlínské červené rané, dnes převládají modré hrozny odrůdy Nebbiolo. Významná je zdejší elektrifikovaná horská železnice z roku 1902. V létě 1987 postihly údolí katastrofální záplavy. Nejslavnějšími rodáky jsou matematik Giuseppe Piazzi a lyžařka Deborah Compagnoniová, trojnásobná olympijská vítězka.

## Geografie
Nejdůležitějším střediskem údolí je Sondrio, mezi další důležitá centra patří Aprica, Morbegno, Tirano, Bormio a Livigno. Ačkoliv Livigno je na severní straně alpského rozvodí, považuje se za součást Valtellina, protože patří do provincie Sondrio.

## Historie

### Politický vývoj
Během 16., 17. a 18. století Valtellina patřilo do Graubündenu a členila se na Hrabství Bormio, Hrabství Chiavennu a Hrabství Valtellinu. Graubünden, tvořící tehdy Republiku tří spolků, měl se Švýcarskem spojeneckou smlouvu a měl tím pádem status spojeneckého území (Zugewandter Ort). V současnosti je Graubünden nejvýchodnějším švýcarským kantonem. Graubünden je oblastí, kde se mluví německy , rétorománsky, lombardsky a italsky, a proto během 16. století za vlády Graubünden tato oblast vešla ve známost jako Veltlin, Westtirol (Západní Tyrolsko) a Welsche Vogteien ("Vlašská fojtství").
Během Třicetileté války bylo údolí místem intenzivních vojenských a diplomatických bojů mezi Francií, Habsburky a místní vládou. V sázce byla kontrola cest vedoucích skrz Valtellinskou oblast do průsmyků mezi Lombardií a rozvodím Dunaje. Protihabsburské síly v Republice tří spolků vytvořily soud, který mezi lety 1618 a 1620 odsoudil mnoho katolíků (často v nepřítomnosti) žijících v Graubündenu a ve Valtellině. Tyto tvrdé rozsudky vedly ke spiknutí, které mělo za cíl vyhnat z údolí všechny protestanty. Vůdce spiknutí, Giacomo Robustelli z rodu Planta, měl vazby na Madrid, Řím a Paříž. Večer 18. července 1620 valtellinští rebelové podporovaní rakouským a italským vojskem vpochodovali do Tirana a začali zabíjet protestanty. Po Tiranu pak pokračovali Teglia, Sondria a dál do údolí a zabíjeli každého protestanta, na kterého narazili. Během tohoto dne a následujících čtyř bylo zabito mezi 500 a 600 lidmi. Tento útok vyhnal téměř všechny protestanty, zamezil jejich dalšímu pronikání do údolí a způsobil odchod Valtellina z Drei Bünde.
V únoru 1623 Francie, Savojsko a Benátská republika podepsaly Pařížskou smlouvu, kde se zavázaly obnovit Valtellinské území tak, že se pokusí odstranit španělské vojsko, které tam bylo rozmístěno.
V roce 1797 rostoucí síla První Francouzské republiky vedla k vytvoření Cisalpinské republiky v severní Itálii. 10. října 1797 Francie podpořila revoltu ve Valtellinu proti Graubündenu. To vedlo k připojení Valtelliny k Cisalpinské republice.

### Průmysl
Tato oblast je známá v průmyslu tím, že jako první zavedla napájecí soustavu na železnici. Elektrifikace vlaků ve Valtellinu proběhla v roce 1902 pomocí třífázového proudu 3600 V v nejvyšší rychlosti 70 km/h. Celý systém byl navržen geniálním maďarským inženýrem Kálmánem Kandó.

## Vína

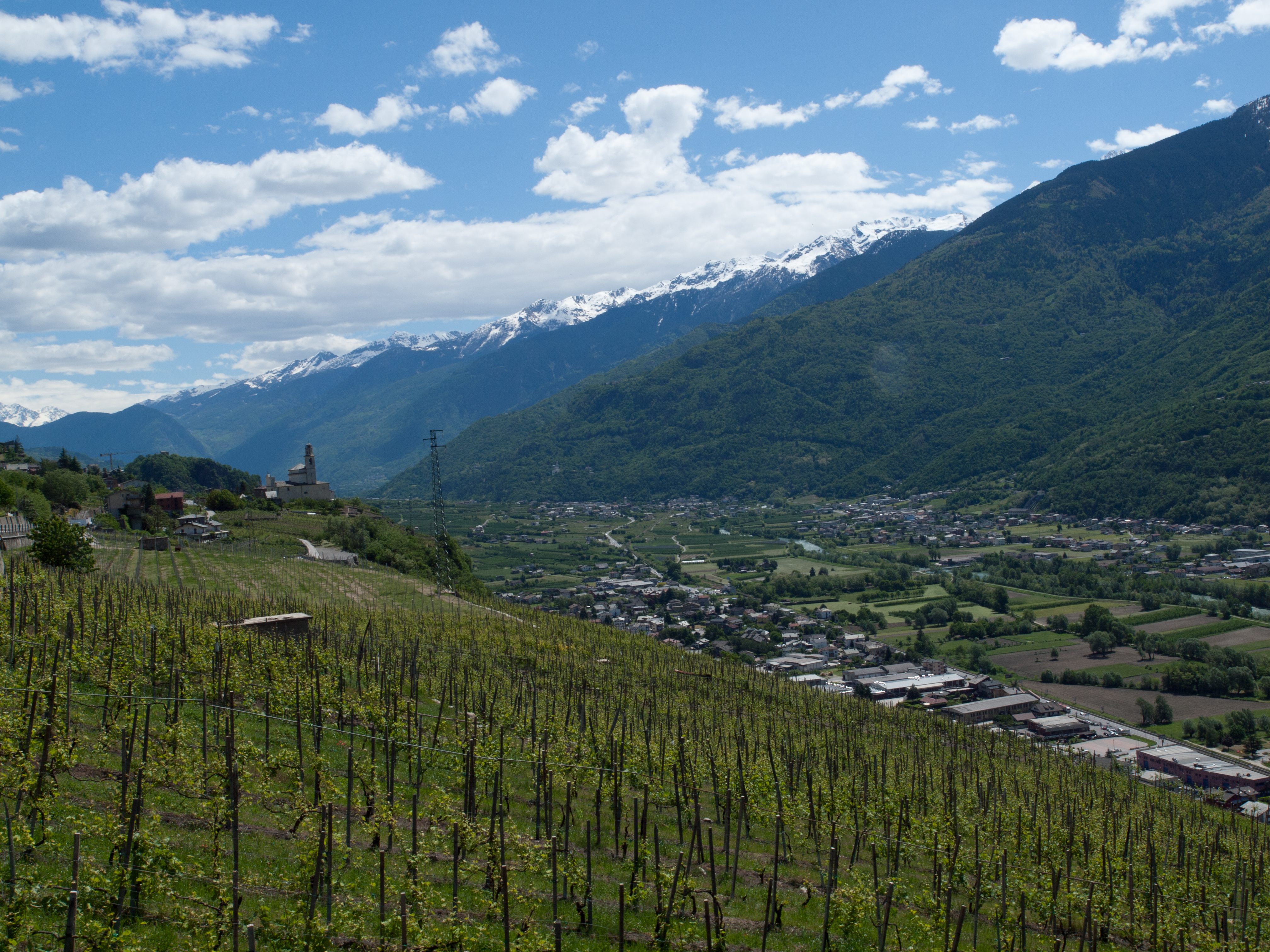
Vinice v údolí Valtellina

Vína ve Valtellině jsou vyráběna převážně z odrůdy Chiavennasca (místní název pro odrůdu Nebbiolo) a obsahuje také různé pododrůdy, jako je třeba Rossola nera. Pro získání jednotlivých italských kvalitativních označení je maximální obsah pododrůd 20 % pro obdržení Denominazione di origine controllata (DOC) a 10 % pro Denominazione di Origine Controllata e Garantita (DOGC). Množství sklizených hroznů je omezeno na 12 tun/ha. Hotové víno musí alespoň 2 roky zrát před uvedením na trh (3 roky pokud se jedná o Rezervu) a musí mít minimální obsah alkoholu 11 %. Velikost sklizně je dále omezena pro DOGC na nejvýše 8 tun/ha. Přestože požadavky na zrání vína jsou stejné jako pro DOC, víno s označením DOGC musí mít obsah alkoholu alespoň 12 %.
Vesnice nejznámější pro červené víno jsou: Grumello del Monte, Sassella, Inferno, Valgella a Marrogia. Jména vesnic jsou obvykle uvedena na etiketě. Dále je tu také víno ve stylu Amarone, které se nazývá Sforzato (Sfursat) a patří pod označení DOGC.

## Významné osobnosti
Narození ve Valtellině:
- Achille Compagnoni (horolezec)
- Deborah Compagnoniová (lyžařka)
- Fabio Meraldi (skialpinista)
- Giuseppe Piazzi (kněz, matematik a astronom)
- Giulio Tremonti (politik)
- Marco de Gasperi (atlet, skyrunner)

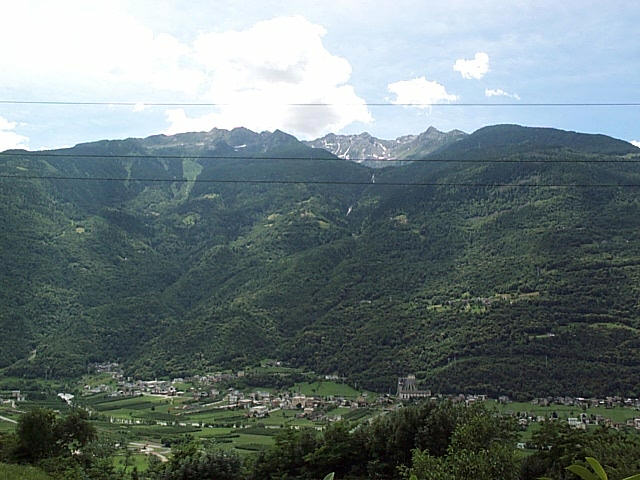
Pohled na údolí od obce Tresivio